# Пуатвинский эдикт
Пуатвинский (Пуатьерский) эдикт (фр. édit de Poitiers) 8 октября 1577 — постановление короля Франции Генриха III, подтверждавшее и уточнявшее условия Бержеракского мира.
Новый эдикт ограничивал религиозные свободы, предоставленные годом ранее Больёским эдиктом («миром Месье»). Отправление протестантского культа разрешалось в домах дворян, в больших и малых городах, имевших на это право «до последнего возобновления военных действий», а также занятых гугенотами ко дню заключения мира 17 сентября, в предместьях одного города на каждый бальяж, за исключением Парижа и королевских резиденций.
Эдикт утвердил реабилитацию жертв резни Святого Варфоломея, упразднял половину судебных палат, в которых протестанты составляли половину членов, а в оставшихся смешанных палатах их доля ограничивалась одной третью мест. Утверждалось предоставление гугенотам восьми безопасных городов на шесть лет.
Королевское постановление признавало, что введение в стране единой религии если и желательно, то в действительности осуществимо только с применением силы и причинением ущерба «бедному народу».
Генрих Наваррский обязался исполнять эдикт, несмотря на недовольство своего окружения, так как считал его важным шагом к достижению мира. Политические принципы Больёского и Пуатвинского эдиктов позднее были реализованы в Нантском эдикте.
Практическое применение эдикта наткнулось на противодействие религиозных экстремистов с обеих сторон, что потребовало личного вмешательства Екатерины Медичи, совершившей в 1578—1579 годах поездку по югу Франции, результатом которой стало заключение Неракского договора, утвердившего применение постановлений эдикта в Гиени и Лангедоке.